# Sint-Agathaklooster (Lisse)
Het Sint-Agathaklooster is een voormalig klooster aan de Heereweg 258 in de Nederlandse plaats Lisse. Sinds 2000 staat het gebouw ingeschreven in het rijksmonumentenregister.

## Historie
Het klooster dateert uit de jaren 1900 en is gebouwd in opdracht van de Rooms-katholieke parochie Sint-Agatha. Het gebouw is in neogotische stijl gebouwd naar een ontwerp van de architect Jean van Groenendael. Oorspronkelijk werd het gebouw gebruikt door de clarissen en de zusters franciscanessen. Door de jaren heen verloor het klooster haar oorspronkelijk functie en werd het gebruikt als opvanghuis voor moeilijk opvoedbare jongeren. In het begin van de jaren tachtig is onder meer de dakruiter zwaar beschadigd als gevolg van een brand. De dakruiter is in 1985 vervangen. Sinds 1984 functioneert het gebouw als kantoor voor de Onderwijs Begeleidingsdienst. De voormalige kapel is een multifunctionele ruimte geworden, en wordt onder meer gebruikt als vergaderzaal, repetitiezaal en concertzaal.

## Afbeeldingen
Beide afbeeldingen dateren uit 1980.

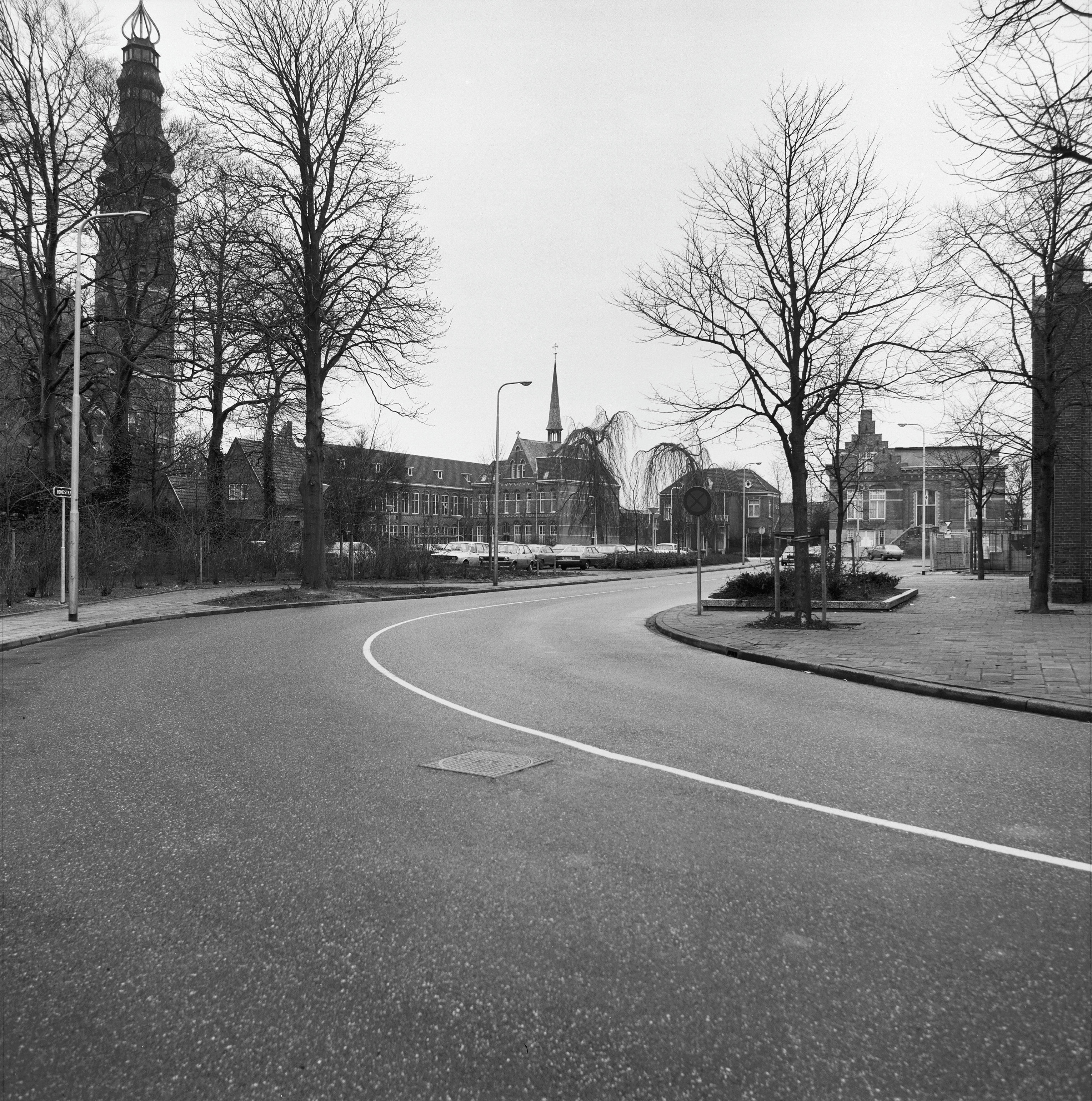
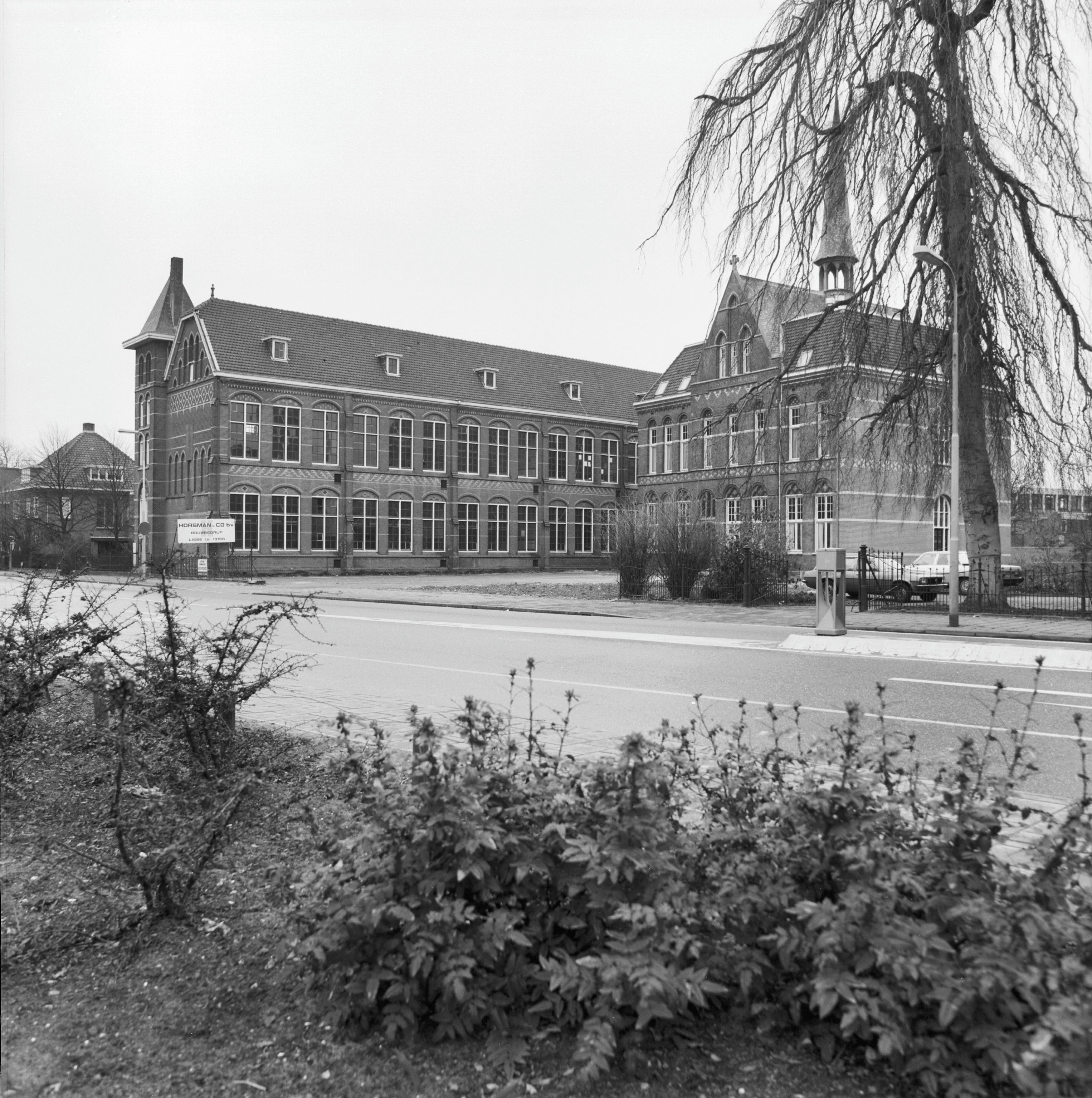